# Хогг, Дерек
Дерек Хогг (англ. Derek Hogg; 4 ноября 1930, Нортон, Стоктон-он-Тис — 4 ноября 2014) — английский футболист, играл на позиции левого нападающего.

## Биография

### Игровая карьера
Хогг начал игровую карьеру в «Чорли» как любитель. В октябре 1952 года присоединился к клубу Второго дивизиона «Лестер Сити». Хогг дебютировал за «Лестер» 14 февраля 1953 года в матче Второго дивизиона с «Лидсом» — тот матч закончился со счётом 3:3. В 1954 году «Лестер» вышел в Первый дивизион, но по окончании сезона вылетел обратно. Хогг наладил игровое взаимодействие с Артуром Роули — будущим лучшим бомбардиром в истории английского футбола.
В апреле 1958 года Хогг был продан в «Вест Бромвич Альбион»; сумма трансфера составила 20 000 фунтов стерлингов. В составе «дроздов» играл в течение двух сезонов и за эти годы «Вест Бромвич» дважды заканчивал сезон в первой пятёрке в Первом дивизионе. За два сезона в составе «Вест Бромвича» Хогг сыграл 87 матчей и забил 12 голов.
В октябре 1960 года перешёл в «Кардифф Сити»; сумма трансфера составила 12 500 фунтов стерлингов. После вылета клуба из Первого дивизиона перешёл в «Кеттеринг Таун» из Южной футбольной лиги, в котором завершил карьеру.

### Смерть
Скончался 4 ноября 2014 года в день своего 84-летия.